# 8 Rue de l'Humanité
8 Rue de l'Humanité is een Franse dramedy film uit 2021 van regisseur Dany Boon, die zelf ook de hoofdrol speelde. De internationale titel van de film is Stuck Together. De film ging op 20 november 2021 op Netflix in première.

## Verhaal
Tijdens de lockdown van de coronapandemie zijn de straten van Parijs verlaten. Mensen mogen ook niet zomaar de straat op. Zeven families blijven in hun appartementsgebouw op huisnummer 8 van de Rue de l'Humanité. De buren zijn eigenlijk vreemden voor elkaar en leren zich, door de zware omstandigheden waarin ze verkeren, beter kennen. 

## Rolverdeling
| Acteur              | Personage     |
| ------------------- | ------------- |
| Dany Boon           | Martin        |
| Liliane Rovère      | Louise        |
| Yvan Attal          | Gabriel       |
| Laurence Arné       | Claire        |
| François Damiens    | Tony          |
| Alison Wheeler      | Agathe        |
| Tom Leeb            | Samuel        |
| Jorge Calvo         | Diego         |
| Nawell Madani       | Leïla         |
| Myriam Bourguignon  | Isabelle      |
| Élie Semoun         | Agent         |
| Randiane Naly       | Agente        |
| Eve Margnat         | Victoire      |
| Clara Cirera        | Paola         |
| Nick Mukuko         | Agent         |
| Yann Papin          | Agent         |
| Lucas Phiv          | Kevin Louison |
| Milo Machado Graner | Basile        |
| Rose de Kervenoaël  | Louna         |